# Johan Slager
Pour les articles homonymes, voir Slager.
Johan Slager, né le 8 juin 1946 à Amsterdam et mort le 22 janvier 2025, est un musicien néerlandais connu pour avoir été un guitariste original du groupe rock Kayak. 
Il contribue à la création du groupe avec Ton Scherpenzeel, Pim Koopman et Max Werner en 1972. Il quitte le groupe en 1982 avec la réalisation de neuf albums. Durant les années 1990, il fait quelques brève apparitions et lors de la refondation du groupe en 1999, il est remplacé par Rob Winter.
Durant et après le temps passé avec Kayak, Slager joue avec plusieurs artistes néerlandais dont Circus Custers, Bolland & Bolland et Ekseption avant de fonder son propre groupe nommé Plus Doreen. Son jeu de guitare peut également être entendu dans des albums de ses ex-collègues de Kayak, Max Werner et Edward Reekers (en).
Plus tard, il se joint au chanteur Michel van Dijk (Alquin (en)). Ensemble, avec plusieurs autres musiciens, ils jouent dans des pubs à travers les Pays-Bas et réalisent plusieurs premières parties de concerts (dont les The Rolling Stones, Bob Dylan, The Band, etc.).